# Filipino-Amerikaner

Verteilung der Filipino-Amerikaner (2010)

Die Filipino-Amerikaner, auch Fil-Ams genannt, sind die zweitgrößte asiatische Bevölkerungsgruppe in den Vereinigten Staaten von Amerika. Als Filipino-Amerikaner werden Menschen bezeichnet, die ihre Herkunft auf die Philippinen zurückführen können und die US-amerikanische Staatsbürgerschaft besitzen. Die meisten Filipino-Amerikaner leben in den Bundesstaaten Kalifornien, Hawaii, New Mexico, Florida und im Großraum New York.

## Geschichte
Die ersten belegbaren Philippinos im Gebiet der heutigen Vereinigten Staaten waren Seeleuten, die 1587 mit spanischen Galleonen nach Kalifornien gesegelt waren und bei Morro Bay Erkundungen vornahmen. Zur ersten dauerhaften Ansiedlung von Philipinos in Nordamerika kam es 1763, als desertierte Seeleute und entlaufene Zwangsarbeiter von den Philippinen in der Tradition der Maroons am Lake Borgne im heutigen Louisiana das Fischerdorf Saint Malo, die erste Siedlungen asiatischer Amerikaner, gründeten und nach Heiraten mit Frauen umliegender Gemeinschaften die multiethnische Gruppe der Manilamen bildeten. Architektonisch hob sich die Ansiedlung dadurch ab, dass es im philippinischen Stil aus Stelzenhäusern erreichte war. Die Manilamen gründeten noch andere Siedlungen im damals zum spanischen Kolonialreich gehörenden Louisiana. Die Manilamen kämpften im Britisch-Amerikanischen Krieg von 1812–1815 in der Schlacht von New Orleans für die Vereinigten Staaten. Saint Melo selbst wurde 1915 durch einen Hurrikan zerstört.
Anfang des 20. Jahrhunderts begannen Agrarunternehmen Philippinos als billige Arbeitskräfte vor allem für Zuckerrohrplantagen auf Hawaii anzuwerben. Die Nachkommen dieser Arbeiter sind der Grund, dass Hawaii mit etwa einem Viertel der Einwohner den größten prozentualen Anteil an Philippinoamerikanern hat. Nachdem 1906 die ersten dieser Arbeiter eintrafen wurden bis 1946 über 100.000 Philippinos für Hawaiis Agrarwirtschaft angeworben. Auch die Landwirtschaft in Kalifornien war auf ähnliche Weise Arbeiter auf den Philippinen an. Etwa zwei Dritten der Phillipino-Amerikaner sind in der Folgen in ländlichen Gebeten Kaliforniens zu finden. Philippinischen Landarbeiter waren später unter dem Gewerkschaftsführer Larry Itlong eine der Hauptunterstützer der von César Chávez geführten Landarbeitergewerkschaft.
Mit dem Immigration and Naturalization Services Act of 1965 setzten eine neue Welle philippinischer Zuwanderung ein, diesmal auch an gut ausgebildeten Philippinos.

## Kultur
Die Philippinen sind aufgrund der über dreihundertjährigen spanischen Kolonialherrschaft und der über fünfzigjährigen US-amerikanischen Besetzung das am weitesten verwestlichte Land in Südostasien. Der britische Historiker Arnold Joseph Toynbee bezeichnete die Philippinen als ein Teil Lateinamerikas, welche durch eine gigantische Welle in den Orient gespült wurde. Das nicht zuletzt auch durch die ehemalige Zugehörigkeit zum ehemaligen Neuspanien und die spanisch gefärbte, philippinische Kultur. Die meisten Filipinos besitzen aus diesem Grund auch spanische Vor- und Nachnamen. Dadurch, dass die Philippinen vom 12. Dezember 1898 bis zum 4. Juli 1946 unter der US-amerikanischen Besetzung lebten, erfuhr der Archipel Anfang des 20. Jahrhunderts unter anderem auch einen Einfluss der US-amerikanischen Kultur. Aber auch nach dem Ende der Besetzung durch die US-Amerikaner übernahmen die Filipinos amerikanische Gewohnheiten. Englisch wurde auch zur ersten Fremdsprache, die man an den meisten philippinischen Schulen lehrte. Weiter führt dies dazu, dass etliche Menschen zwar spanische Nachnamen tragen, dafür aber englische Vornamen.

## Sprache
Auf den Philippinen ist Englisch Geschäftssprache, Schulsprache, und auch die Regierung macht davon Gebrauch.
Filipino ist die offizielle National- und Amtssprache (siehe auch Sprachen der Philippinen) sowie das Zeichen ihrer philippinischen Identität, mit der sie die Unabhängigkeit gegenüber Spanien erlangten. Für die Eltern der in den Vereinigten Staaten lebenden Kinder ist es ein besonderes Anliegen, dass ihre Kinder Tagalog oder den Dialekt ihrer Provinz beherrschen, damit sie sich mit ihren Verwandten in ihrer alten Heimat in der jeweiligen Sprache unterhalten können.
In der amerikanisch-asiatischen Gesellschaft wird Tagalog (über 2,25 Millionen Mitglieder) mehr gesprochen als Chinesisch (2,6 Millionen).

## Religion
Anders als die meisten Länder in Asien (Osttimor ausgenommen) sind die Filipinos fromme und praktizierende Katholiken, dies als Folge der lang währenden spanischen Kolonialherrschaft. Filipinos sind traditionell gottesfürchtige Menschen und legen großen Wert darauf regelmäßig die Kirche zu besuchen, in der Bibel zu lesen und ihre Kinder im katholischen Glauben zu erziehen.

## Gemeinschaft
Anders als die meisten Minderheiten in den Staaten neigen die Filipino-Amerikaner nicht dazu, wie zum Beispiel die Latinos oder Chinesen, Stadtteile in der Art von Chinatown oder Spanish Harlem allein zu besitzen. Filipinos findet man in den Städten eher verstreut, mit Ausnahmen in Kalifornien und Hawaii, wo es sogenannte Filipinotowns gibt. Das einzige offiziell ausgewiesene Filipinotown ist in Los Angeles im Stadtteil Echo Park.

## Politik
Filipino-Amerikaner galten traditionell als gesellschaftspolitisch rechts und wert-konservativ, und als solche auch vorwiegend als Wähler der Republikanischen Partei.
Tatsächlich erreichten die Republikaner während der Präsidentschaftswahl 2000 mit ihrem Präsidentschaftskandidaten George W. Bush die Mehrheit der filipino-amerikanischen Wähler und erlangten während der darauffolgenden Präsidentschaftswahlen 2004 sogar eine noch größere Mehrheit mit einem Verhältnis von beinahe zwei zu eins gegenüber der Demokratischen Partei und ihrem Kandidaten John Kerry.
In den letzten Jahren ist jedoch ein politischer Wandel innerhalb der Gemeinschaft der Filipino-Amerikaner zumindest hinsichtlich ihres Wahlverhaltens zu beobachten. So ist eine deutliche Wählerverschiebung hin zur Demokratischen Partei feststellbar: Bei den Präsidentschaftswahlen 2008 wählte die Filipno-Amerikaner mehrheitlich den Kandidaten der Demokratischen Partei, Barack Obama. Laut einer Umfrage des Asian American Legal Defense and Education Fund unter Asiatischen Amerikanern aus 37 Städten, stimmten 65 % der Filipino-Amerikaner bei den Präsidentschaftswahlen 2012 für Obama. In einer Umfrage kurz vor der Präsidentenwahl 2024 erklärten 66 % der befragten Filippinoamerikaner, dass sie für Kamala Harris stimmen wollten, und 28 %, dass sie für Trump stimmen wollten.

## Diskriminierungen
Die Filipino-Amerikaner kämpfen schon seit Jahrzehnten für Gleichberechtigung an ihren Arbeitsplätzen.
Ein weiteres Problem stellen rassistisch motivierte Übergriffe dar, einschließlich des Mordes im Jahre 1999 an dem Filipino-Amerikaner Joseph Ileto durch die Aryan Nations.

## Bekannte Filipino-Amerikaner
- Allen Pineda Lindo alias Apl De Ap, Rapper der Band The Black Eyed Peas
- Jon Jon Briones, Musicaldarsteller und Filmschauspieler
- Ben Cayetano, Gouverneur von Hawaii
- Pia Clemente, Oscar-nominierte Produzentin
- Billy Crawford, Sänger und Songwriter
- Darren Criss, aus Glee
- Annie Cruz, Pornodarstellerin
- DJ Babu, DJ, Mitglied der Beat Junkies und der Dilated Peoples
- Josefina Guerrero, Spionin und Trägerin der Medal of Freedom mit silbernen Palmzweig
- Vanessa Hudgens, Schauspielerin und Musikerin
- Chad Hugo, Musikproduzent und Mitglied bei The Neptunes und N.E.R.D.
- Richard Quitevis alias DJ QBert, DJ und Mitbegründer der Turntablism-Szene
- Bruno Mars Sänger und Songwriter
- Sam Morelos, Schauspielerin
- Olivia Rodrigo, Schauspielerin und Sängerin
- Anthony Ruivivar, aus der Serie Third Watch – Einsatz am Limit
- Nicole Scherzinger, Sängerin und Schauspielerin
- Rob Schneider, Schauspieler und Drehbuchautor
- Robert Cortez Scott, Politiker
- Edward Soriano, Generalleutnant
- Antonio M. Taguba, Generalmajor
- Lalaine Vergara-Paras, Schauspielerin
- Casandra Ventura alias Cassie, R&B-Sängerin